# Одубер, Нельсон
Не́льсон Орла́ндо Оду́бер (нидерл. Nelson Orlando Oduber; род. 7 февраля 1947, Ораньестад, Нидерланды) — государственный и политический деятель Арубы. Бывший премьер-министр Арубы. Член левоцентристской партии Народное избирательное движение.

## Биография
После успешного окончания учебы за границей возобновил свою деятельность в качестве государственного служащего в Департаменте по юридическим вопросам Арубы. В 1989 году занялся политикой, присоединившись к Народному избирательному движению, и одержал победу на всеобщих выборах на Арубе в 1989 году. После окончания формирования правительства Нельсон Одубер стал вторым премьер-министром Арубы. Пребывание на должности премьер-министра было омрачено его решением отменить нахождение Арубы в составе Королевства Нидерландов, что впоследствии привело к поражению его партии на всеобщих выборах на Арубе в 1994 году.
После поражения на выборах занимал должность лидера оппозиции в парламенте Арубы. В 2001 году после подведения итогов всеобщих выборов на Арубе Народное избирательное движение вернула себе большинство в парламенте и впоследствии сформировала новое правительство. Нельсон Одубер второй раз стал премьер-министром и занимал эту должность до всеобщих выборов на Арубе в 2009 году. После подведения итогов выборов и поражения Народного избирательного движения Нельсон Одубер ушёл из политики.